# 栗田真二郎
栗田 真二郎（くりた しんじろう、1973年〈昭和48年〉6月2日 - ）は、福岡県を拠点に活動するライター。株式会社チカラでクリエイティブディレクター、ブランディングライターを務める。別名・ニックネームは「くりしん」。

## 人物・経歴
福岡市出身・在住。福岡のローカルタレントである栗田善成を父に、栗田善太郎を兄に持つタレント一家である。
福岡市立若久小学校、泰星中学校・高等学校（現・上智福岡中学校・高等学校）を経て、上智大学文学部史学科を卒業後、帰郷して活動開始。著作活動では本名と「くりしん」を使い分け、経済、放送、スポーツ、グルメ、広告など幅広いジャンルで活躍。
UKの音楽に明るい事や、父や兄の影響もあり、地元ラジオを中心に放送メディアでも活躍。FM MiMiではワイド番組『ミミコミ』のメインパーソナリティを務めた他、在福局であるCROSS FMやFREE WAVEなどでコーナーコメンテーターなども担当。父がホームグラウンドとするKBCラジオでは親子3人で、12時間に渡り大晦日特番に出演したこともある。
現在はブランディングや書籍を中心とした文筆活動に加え、地元メディアではコメンテーターも務める。また、株式会社キッチンの代表として飲食店ブランディングや業態開発、マーケティングなども手がける。
ラーメン店「博多一風堂」の河原成美が1979年にオープンした飲食創業店「アフター・ザ・レイン」（福岡市中央区今泉）の店長を2008年3月から2014年2月まで務めていた。著書に『アフター・ザ・レインの心得』（チカラ）がある。